# Sifflet à nez

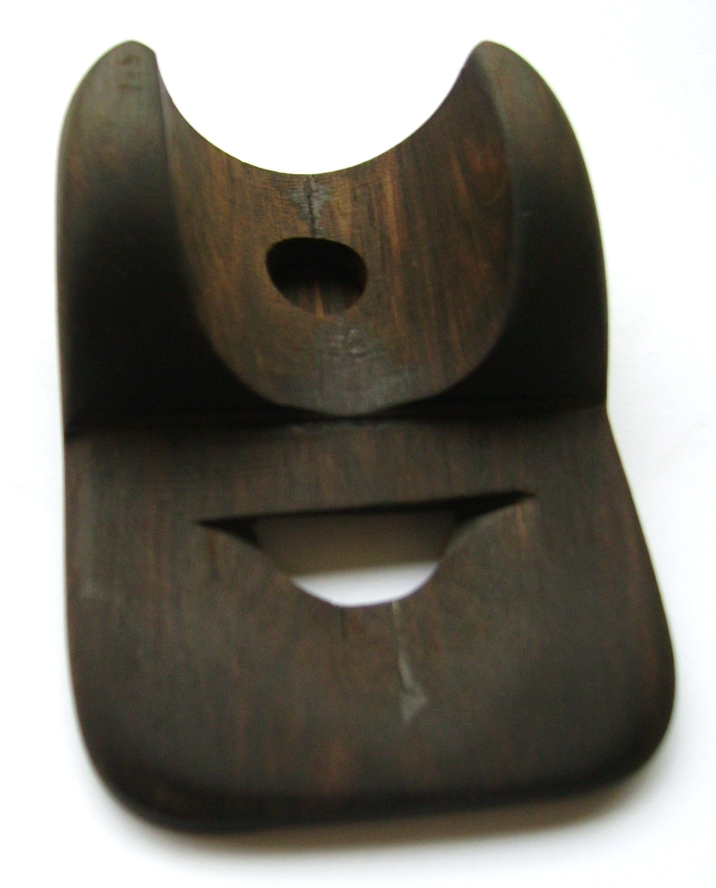
Sifflet à nez en palissandre. Le musicien colle son nez à l'ouverture du haut, qui mène à un conduit débouchant sur le biseau en bas. La bouche ouverte permet à l'air de s'y infiltrer.

Un sifflet à nez est un instrument à vent dans lequel le nez fournit l'air tandis que la bouche fait caisse de résonance. La fréquence de la note peut être modulée par la taille de l'ouverture de la bouche, conjointement au volume d'air contenu dans la cavité buccale.
L'instrument est originaire d'Amazonie où il serait utilisé comme appeau.

## Fonctionnement
L'air soufflé par le nez est canalisé par un conduit vers un biseau, collé à la bouche. Le principe est le même que lorsqu'on souffle sur le goulot d'une bouteille : l'air résonne dans la bouche. Le volume de la bouteille agit donc sur la fréquence résultante : plus il est petit et plus la note est aiguë.
Il est possible avec un peu d'habileté de jouer presque toutes les mélodies.
Au fil du temps, le sifflet à nez a porté différents noms. Bocarina, flûte nasale, flûte de nez, Nasalette, Humanaphone, Humanatone, Austoffon. Il est fabriqué dans différentes essences de bois comme l'ébène ou le bambou mais il existe également en plastique (notamment en France dans les années 60), en papier, ou en métal. S'il connaît diverses formes, le principe reste toujours le même.